# Victor Argo
Victor Jimenez (New York, 5 novembre 1934 – New York, 7 aprile 2004) è stato un attore statunitense di origini portoricane.

## Biografia
Victor iniziò la sua carriera come attore di teatro. Durante gli anni sessanta conobbe Yōko Ono e Harvey Keitel con i quali lavorò. Durante gli anni settanta le sue capacità furono apprezzate soprattutto da registi come Martin Scorsese e Woody Allen. Tra i film in cui ha lavorato troviamo Taxi Driver, King of New York, The Rose, New York Stories, L'ultima tentazione di Cristo, Il cattivo tenente, Una vita al massimo e Le ragazze del Coyote Ugly.  Nel 1977 Argo divenne un membro del Riverside Shakespeare Company nell'Upper West Side. Andò in tournée per i diversi parchi di Manhattan recitando la parte di Lord Montague. Nel 2001 interpretò la parte del padre del personaggio di Jennifer Lopez in Angel Eyes - Occhi d'angelo. Ha preso parte anche a diverse serie televisive, tra cui Agenzia Rockford, Wonder Woman, Buck Rogers, Spenser, Law & Order - I due volti della giustizia e Miami Vice. Argo morì a New York il 7 aprile 2004 per un cancro ai polmoni all'età di 69 anni.

## Filmografia parziale

### Cinema
- America 1929 - Sterminateli senza pietà (Boxcar Bertha), regia di Martin Scorsese (1972)
- Una ragazza violenta (The Unholy Rollers), regia di Vernon Zimmerman (1972)
- Mean Streets - Domenica in chiesa, lunedì all'inferno (Mean Streets), regia di Martin Scorsese (1973)
- Il boss è morto (The Don Is Dead), regia di Richard Fleischer (1973)
- L'uomo terminale (The Terminal Man), regia di Mike Hodges (1974)
- Taxi Driver, regia di Martin Scorsese (1976)
- The Rose, regia di Mark Rydell (1979)
- Hanky Panky - Fuga per due (Hanky Panky), regia di Sidney Poitier (1982)
- Innamorarsi (Falling in Love), regia di Ulu Grosbard (1984)
- Cercasi Susan disperatamente (Desperately Seeking Susan), regia di Susan Seidelman (1985)
- Fuori orario (After Hours), regia di Martin Scorsese (1985)
- Un poliziotto fuori di testa (Off Beat), regia di Michael Dinner (1986)
- Codice Magnum (Raw Deal), regia di John Irvin (1986)
- Ehi... ci stai? (The Pick-up Artist), regia di James Toback (1987)
- L'ultima tentazione di Cristo (The Last Temptation of Christ), regia di Martin Scorsese (1988)
- Alibi seducente (Her Alibi), regia di Bruce Beresford (1989)
- New York Stories, regia di Woody Allen e Francis Ford Coppola (1989)
- Crimini e misfatti (Crimes and Misdemeanors), regia di Woody Allen (1989)
- Scappiamo col malloppo (Quick Change), regia di Howard Franklin e Bill Murray (1990)
- King of New York, regia di Abel Ferrara (1990)
- Ombre e nebbia (Shadows and Fog), regia di Woody Allen (1991)
- McBain, regia di James Glickenhaus (1991)
- Il cattivo tenente (Bad Lieutenant), regia di Abel Ferrara (1992)
- Una vita al massimo (True Romance), regia di Tony Scott (1993)
- Verso il paradiso (Household Saints), regia di Nancy Savoca (1993)
- Occhi di serpente (Dangerous Game), regia di Abel Ferrara (1993)
- Il mio amico zampalesta (Monkey Trouble), regia di Franco Amurri (1994)
- Somebody to Love - Qualcuno da amare (Somebody to Love), regia di Alexandre Rockwell (1994)
- Blue in the Face, regia di Paul Auster e Wayne Wang (1995)
- Smoke, regia di Paul Auster e Wayne Wang (1995)
- Fratelli (The Funeral), regia di Abel Ferrara (1996)
- Prossima fermata Wonderland (Next Stop Wonderland), regia di Brad Anderson (1998)
- Strade laterali (Side Streets), regia di Tony Gerber (1998)
- New Rose Hotel, regia di Abel Ferrara (1998)
- Ghost Dog - Il codice del samurai (Ghost Dog: The Way of the Samurai), regia di Jim Jarmusch (1999)
- The Yards, regia di James Gray (2000)
- Fast Food, Fast Women, regia di Amos Kollek (2000)
- Le ragazze del Coyote Ugly (Coyote Ugly), regia di David McNally (2000)
- Il nostro Natale (R Xmas), regia di Abel Ferrara (2001)
- Angel Eyes - Occhi d'angelo (Angel Eyes), regia di Luis Mandoki (2001)
- Don't Say a Word, regia di Gary Fleder (2001)
- Dirt - La storia di Dolores, regia di Nancy Savoca (2003)
- Personal Sergeant, regia di Anthony V. Orkin (2004)

### Televisione
- Sorridi Jenny, stai morendo (Smile Jenny, You're Dead), regia di Jerry Thorpe – film TV (1974)
- Miami Vice – serie TV, episodio 5x01 (1988)
- Donna d'onore (Vendetta: Secrets of a Mafia Bride), regia di Stuart Margolin – film TV (1990)
- Due vite, un destino, regia di Romolo Guerrieri – miniserie TV (1993)
- Un angelo di cristallo (Sins of Silence), regia di Sam Pillsbury – film TV (1996)

## Doppiatori italiani
Nelle versioni in italiano delle opere in cui ha recitato, Victor Argo è stato doppiato da:
- Bruno Alessandro in Due vite, un destino, Angel Eyes - Occhi d'angelo
- Gianni Marzocchi in Starsky & Hutch
- Angelo Nicotra in Innamorarsi
- Gil Baroni in Un poliziotto fuori di testa
- Gigi Angelillo in L'ultima tentazione di Cristo
- Giampiero Albertini in Crimini e misfatti
- Stefano Mondini in Scappiamo col malloppo
- Sandro Iovino in King of New York
- Glauco Onorato in McBain
- Giovanni Petrucci ne Il cattivo tenente
- Diego Reggente in Law & Order - I due volti della giustizia
- Luciano De Ambrosis in Fratelli
- Dante Biagioni in Ghost Dog - Il codice del samurai
- Gerolamo Alchieri in The Yards
- Gianni Musy in Don't Say a Word
- Santo Versace in Law & Order: Criminal Intent